# Rote Raben Vilsbiburg 2023-2024
Questa voce raccoglie le informazioni riguardanti il Rote Raben Vilsbiburg nelle competizioni ufficiali della stagione 2023-2024.

## Stagione
Il Rote Raben Vilsbiburg partecipa alla stagione 2023-24 senza alcuna denominazione sponsorizzata.
Partecipa alla 1. Bundesliga, ottenendo l'ottavo posto in regular season: dopo il turno intermedio, accede ai play-off scudetto, dove esce di scena contro lo Schweriner ai quarti di finale. In Coppa di Germania, invece, si spinge fino alle semifinali, venendo eliminato dal Potsdam.
In ambito internazionale ottiene il secondo posto nella WEVZA Cup.

## Organigramma societario
Area direttiva
- Presidente: André Wehnert

Area tecnica
- Allenatore: Juan Diego García (fino a febbraio), Alberto Chaparro (da febbraio)
- Allenatore in seconda: Oscar Feglia
- Scoutman: Alejandro Terrero

Area sanitaria
- Medico: Karl-Heinz Attenberger, Ludwig Kohn, Rüdiger Meesters, Gudrun Mendler, Veronika Spitzlberger
- Fisioterapista: Nicole Frölich, Elena Stelter

## Rosa
| N° | Nome                | Ruolo | Data di nascita  | Nazionalità sportiva |
| -- | ------------------- | ----- | ---------------- | -------------------- |
| 1  | Patricia Nestler    | L     | 17 maggio 2001   | Germania             |
| 2  | Yeisy Soto          | C     | 7 aprile 1996    | Colombia             |
| 3  | Anna Maria Spanou   | S     | 18 novembre 1995 | Grecia               |
| 4  | Kim Klein Lankhorst | P     | 5 luglio 2002    | Paesi Bassi          |
| 5  | Laura Bergmann      | C     | 29 luglio 2004   | Germania             |
| 6  | Monika Šalkutė      | S     | 3 maggio 1993    | Lituania             |
| 7  | Sina Bauer          | L     | 17 giugno 2005   | Germania             |
| 8  | Pauline Martin      | O     | 4 settembre 2002 | Belgio               |
| 9  | Britte Stuut        | C     | 11 gennaio 2003  | Paesi Bassi          |
| 11 | Cayetana López      | S     | 17 giugno 2005   | Spagna               |
| 12 | Hannah Kohn         | P     | 18 giugno 2003   | Germania             |
| 14 | Alondra Vázquez     | S     | 16 agosto 2000   | Porto Rico           |
| 15 | Serena Bruin        | C     | 24 febbraio 1998 | Stati Uniti          |
| 18 | Jeannette Huskić    | S     | 10 gennaio 2004  | Bosnia ed Erzegovina |

## Mercato
| Acquisti | Acquisti            | Acquisti             | Acquisti   |
| R.       | Nome                | da                   | Modalità   |
| -------- | ------------------- | -------------------- | ---------- |
| C        | Serena Bruin        | Arctic               | definitivo |
| P        | Kim Klein Lankhorst | Cuneo Granda         | definitivo |
| P        | Hannah Kohn         | MTV Stoccarda        | definitivo |
| O        | Pauline Martin      | Pro Victoria         | definitivo |
| L        | Patricia Nestler    | Schweriner           | definitivo |
| S        | Monika Šalkutė      | Marsala              | definitivo |
| S        | Anna Maria Spanou   | Levallois            | definitivo |
| S        | Alondra Vázquez     | Atenienses de Manatí | definitivo |

- Cayetana López, S, è stata promossa dalla seconda squadra.

| Cessioni | Cessioni         | Cessioni          | Cessioni   |
| R.       | Nome             | a                 | Modalità   |
| -------- | ---------------- | ----------------- | ---------- |
| S        | Lisa Arbos       | Marcq-en-Barœul   | definitivo |
| S        | Lara Darowski    | Erfurt            | definitivo |
| P        | Lindsay Flory    | Kanti             | definitivo |
| C        | Avery Heppell    | Benfica           | definitivo |
| L        | Kirsten Knip     | Dynamo Apeldoorn  | definitivo |
| S        | Suvi Kokkonen    | Potsdam           | definitivo |
| P        | Wilmarie Rivera  | Orlando Valkyries | definitivo |
| O        | Dayana Segovia   | Haris             | definitivo |
| S        | Channon Thompson | Marcq-en-Barœul   | definitivo |

## Risultati

### 1. Bundesliga

#### Girone di andata
| 1ª giornata - 7 ottobre 2023 Sporthalle des Rhein-Wied-Gymnasium, Neuwied | Neuwied       | 0 - 3 | Vilsbiburg | 14-25, 19-25, 22-25              |
| 2ª giornata - 11 ottobre 2023 Ballsporthalle, Vilsbiburg                  | Vilsbiburg    | 3 - 2 | Suhl       | 19-25, 25-18, 21-25, 25-17, 15-7 |
| 3ª giornata - 21 ottobre 2023 SCHARRena, Stoccarda                        | MTV Stoccarda | 3 - 0 | Vilsbiburg | 25-23, 25-15, 25-16              |
| 4ª giornata - 28 ottobre 2023 Ballsporthalle, Vilsbiburg                  | Vilsbiburg    | 1 - 3 | Dresdner   | 17-25, 25-19, 21-25, 18-25       |
| 5ª giornata - 11 novembre 2023 Sporthalle Neuköllner Straße, Aquisgrana   | PTSV Aachen   | 1 - 3 | Vilsbiburg | 25-22, 23-25, 14-25, 23-25       |
| 6ª giornata - 18 novembre 2023 Ballsporthalle, Vilsbiburg                 | Vilsbiburg    | 0 - 3 | Schweriner | 22-25, 16-25, 14-25              |
| 7ª giornata - 26 novembre 2023 MBS Arena Potsdam, Potsdam                 | Potsdam       | 3 - 0 | Vilsbiburg | 25-18, 25-23, 25-20              |
| 8ª giornata - 28 dicembre 2023 Ballsporthalle, Vilsbiburg                 | Vilsbiburg    | 0 - 3 | Wiesbaden  | 26-28, 28-30, 24-26              |
| 9ª giornata - 9 dicembre 2023 Sporthalle Berg Fidel, Münster              | Münster       | 3 - 1 | Vilsbiburg | 25-17, 25-20, 15-25, 25-22       |

#### Girone di ritorno
| 10ª giornata - 16 dicembre 2023 Ballsporthalle, Vilsbiburg            | Vilsbiburg | 3 - 0 | Neuwied       | 25-12, 25-12, 25-14               |
| 11ª giornata - 23 dicembre 2023 Sporthalle Wolfsgrube, Suhl           | Suhl       | 1 - 3 | Vilsbiburg    | 25-21, 19-25, 24-26, 12-25        |
| 12ª giornata - 30 dicembre 2023 Ballsporthalle, Vilsbiburg            | Vilsbiburg | 1 - 3 | MTV Stoccarda | 25-22, 18-25, 23-25, 12-25        |
| 13ª giornata - 6 gennaio 2024 Margon Arena, Dresda                    | Dresdner   | 3 - 0 | Vilsbiburg    | 25-20, 26-24, 25-10               |
| 14ª giornata - 13 gennaio 2024 Ballsporthalle, Vilsbiburg             | Vilsbiburg | 2 - 3 | PTSV Aachen   | 25-13, 18-25, 25-20, 21-25, 13-15 |
| 15ª giornata - 20 gennaio 2024 ARENA Schwerin, Schwerin               | Schweriner | 3 - 0 | Vilsbiburg    | 25-22, 25-18, 25-15               |
| 16ª giornata - 24 gennaio 2024 Ballsporthalle, Vilsbiburg             | Vilsbiburg | 2 - 3 | Potsdam       | 19-25, 25-21, 18-25, 25-22, 4-15  |
| 17ª giornata - 27 gennaio 2024 Platz der Deutschen Einheit, Wiesbaden | Wiesbaden  | 3 - 2 | Vilsbiburg    | 25-23, 27-29, 25-21, 22-25, 15-12 |
| 18ª giornata - 3 febbraio 2024 Ballsporthalle, Vilsbiburg             | Vilsbiburg | 1 - 3 | Münster       | 21-25, 18-25, 25-23, 22-25        |

#### Turno intermedio - Gruppo B (6-9)
| 1ª giornata - 10 febbraio 2024 Ballsporthalle, Vilsbiburg               | Vilsbiburg  | 3 - 1 | PTSV Aachen | 26-28, 25-16, 25-15, 25-22        |
| 2ª giornata - 14 febbraio 2024 Ballsporthalle, Vilsbiburg               | Vilsbiburg  | 2 - 3 | Wiesbaden   | 22-25, 25-13, 16-25, 25-19, 11-15 |
| 3ª giornata - 18 febbraio 2024 Sporthalle Berg Fidel, Münster           | Münster     | 2 - 3 | Vilsbiburg  | 25-22, 18-25, 25-14, 12-25, 8-15  |
| 4ª giornata - 24 febbraio 2024 Sporthalle Neuköllner Straße, Aquisgrana | PTSV Aachen | 3 - 0 | Vilsbiburg  | 28-26, 25-19, 25-17               |
| 5ª giornata - 9 marzo 2024 Platz der Deutschen Einheit, Wiesbaden       | Wiesbaden   | 3 - 1 | Vilsbiburg  | 29-27, 15-25, 25-23, 25-23        |
| 6ª giornata - 15 marzo 2024 Ballsporthalle, Vilsbiburg                  | Vilsbiburg  | 1 - 3 | Münster     | 18-25, 25-20, 21-25, 21-25        |

#### Play-off scudetto
| Quarti di finale (gara 1) - 23 marzo 2024 ARENA Schwerin, Schwerin   | Schweriner | 3 - 1 | Vilsbiburg | 25-14, 32-30, 22-25, 25-22 |
| Quarti di finale (gara 2) - 27 marzo 2024 Ballsporthalle, Vilsbiburg | Vilsbiburg | 1 - 3 | Schweriner | 20-25, 25-20, 14-25, 26-28 |

### Coppa di Germania
| Ottavi di finale - 4 novembre 2023 Sporthalle Berg Fidel, Münster | Münster    | 1 - 3 | Vilsbiburg | 25-16, 21-25, 22-25, 25-27 |
| Quarti di finale - 22 novembre 2023 Ballsporthalle, Vilsbiburg    | Vilsbiburg | 3 - 0 | Schweriner | 25-21, 25-20, 25-23        |
| Semifinali - 14 dicembre 2023 Ballsporthalle, Vilsbiburg          | Vilsbiburg | 0 - 3 | Potsdam    | 18-25, 23-25, 22-25        |

### WEVZA Cup
| 1ª giornata - 22 settembre 2023 PalaTerdoppio, Novara | Vilsbiburg | 3 - 1 | Terville Florange | 25-27, 25-14, 25-21, 25-19        |
| 2ª giornata - 23 settembre 2023 PalaTerdoppio, Novara | Vilsbiburg | 3 - 0 | Academy           | 25-14, 25-19, 25-14               |
| 3ª giornata - 24 settembre 2023 PalaTerdoppio, Novara | AGIL       | 3 - 2 | Vilsbiburg        | 25-22, 25-20, 22-25, 21-25, 16-14 |

## Statistiche

### Statistiche di squadra
| Competizione      | Punti | In casa | In casa | In casa | In trasferta | In trasferta | In trasferta | Totale | Totale | Totale |
| Competizione      | Punti | G       | V       | P       | G            | V            | P            | G      | V      | P      |
| ----------------- | ----- | ------- | ------- | ------- | ------------ | ------------ | ------------ | ------ | ------ | ------ |
| 1. Bundesliga     | 17/9  | 13      | 3       | 10      | 13           | 4            | 9            | 26     | 7      | 19     |
| Coppa di Germania | -     | 2       | 1       | 1       | 1            | 1            | 0            | 3      | 2      | 1      |
| WEVZA Cup         | 7     | -       | -       | -       | -            | -            | -            | 3      | 2      | 1      |
| Totale            | -     | 15      | 4       | 11      | 14           | 5            | 9            | 32     | 11     | 21     |

G = partite giocate; V = partite vinte; P = partite perse

### Statistiche dei giocatori
| Giocatrice         | 1. Bundesliga | 1. Bundesliga | 1. Bundesliga | 1. Bundesliga | 1. Bundesliga | Coppa di Germania | Coppa di Germania | Coppa di Germania | Coppa di Germania | Coppa di Germania | WEVZA Cup | WEVZA Cup | WEVZA Cup | WEVZA Cup | WEVZA Cup | Totale | Totale | Totale | Totale | Totale |
| Giocatrice         | P             | PT            | AV            | MV            | BV            | P                 | PT                | AV                | MV                | BV                | P         | PT        | AV        | MV        | BV        | P      | PT     | AV     | MV     | BV     |
| ------------------ | ------------- | ------------- | ------------- | ------------- | ------------- | ----------------- | ----------------- | ----------------- | ----------------- | ----------------- | --------- | --------- | --------- | --------- | --------- | ------ | ------ | ------ | ------ | ------ |
| S. Bauer           | 5             | 0             | 0             | 0             | 0             | 0                 | 0                 | 0                 | 0                 | 0                 | 1         | 0         | 0         | 0         | 0         | 6      | 0      | 0      | 0      | 0      |
| L. Bergmann        | 2             | 5             | 3             | 2             | 0             | 0                 | 0                 | 0                 | 0                 | 0                 | 3         | 14        | 8         | 2         | 4         | 5      | 19     | 11     | 4      | 4      |
| S. Bruin           | 17            | 53            | 31            | 19            | 3             | 2                 | 8                 | 6                 | 0                 | 2                 | -         | -         | -         | -         | -         | 19     | 61     | 37     | 19     | 5      |
| J. Huskić          | 2             | 0             | 0             | 0             | 0             | 0                 | 0                 | 0                 | 0                 | 0                 | -         | -         | -         | -         | -         | 2      | 0      | 0      | 0      | 0      |
| K. Klein Lankhorst | 22            | 26            | 14            | 6             | 6             | 3                 | 2                 | 1                 | 1                 | 0                 | 2         | 12        | 8         | 1         | 3         | 27     | 40     | 23     | 8      | 9      |
| H. Kohn            | 24            | 39            | 12            | 9             | 18            | 2                 | 2                 | 0                 | 1                 | 1                 | 3         | 8         | 1         | 2         | 5         | 29     | 49     | 13     | 12     | 24     |
| C. López           | 7             | 14            | 11            | 1             | 2             | 0                 | 0                 | 0                 | 0                 | 0                 | -         | -         | -         | -         | -         | 7      | 14     | 11     | 1      | 2      |
| P. Martin          | 25            | 457           | 401           | 39            | 17            | 3                 | 59                | 52                | 2                 | 5                 | -         | -         | -         | -         | -         | 28     | 516    | 453    | 41     | 22     |
| P. Nestler         | 25            | 0             | 0             | 0             | 0             | 3                 | 0                 | 0                 | 0                 | 0                 | 3         | 0         | 0         | 0         | 0         | 31     | 0      | 0      | 0      | 0      |
| M. Šalkutė         | 25            | 251           | 213           | 28            | 10            | 3                 | 32                | 27                | 5                 | 0                 | 3         | 55        | 41        | 7         | 7         | 31     | 338    | 281    | 40     | 17     |
| Y. Soto            | 23            | 181           | 128           | 41            | 12            | 3                 | 21                | 18                | 3                 | 0                 | 3         | 37        | 29        | 6         | 2         | 29     | 239    | 175    | 50     | 14     |
| A. Spanou          | 13            | 88            | 65            | 15            | 8             | 3                 | 1                 | 1                 | 0                 | 0                 | 3         | 53        | 39        | 9         | 5         | 19     | 142    | 105    | 24     | 13     |
| B. Stuut           | 25            | 221           | 149           | 50            | 22            | 3                 | 17                | 8                 | 4                 | 5                 | 3         | 36        | 23        | 9         | 4         | 31     | 274    | 180    | 63     | 31     |
| A. Vázquez         | 22            | 183           | 163           | 11            | 9             | 3                 | 31                | 25                | 3                 | 3                 | -         | -         | -         | -         | -         | 25     | 214    | 188    | 14     | 12     |

P = presenze; PT = punti totali; AV = attacchi vincenti; MV = muri vincenti; BV = battute vincenti